# Cal·lístrat (actor)
Cal·lístrat (en llatí Callistratus, en grec antic Καλλίστρατος) va ser un actor còmic grec del temps d'Aristòfanes que va representar algunes comèdies d'aquest autor. Segons uns escolis, va intervenir a Els acarnesos, a Els ocells i a Les vespes.